# George C. Marshall Space Flight Center

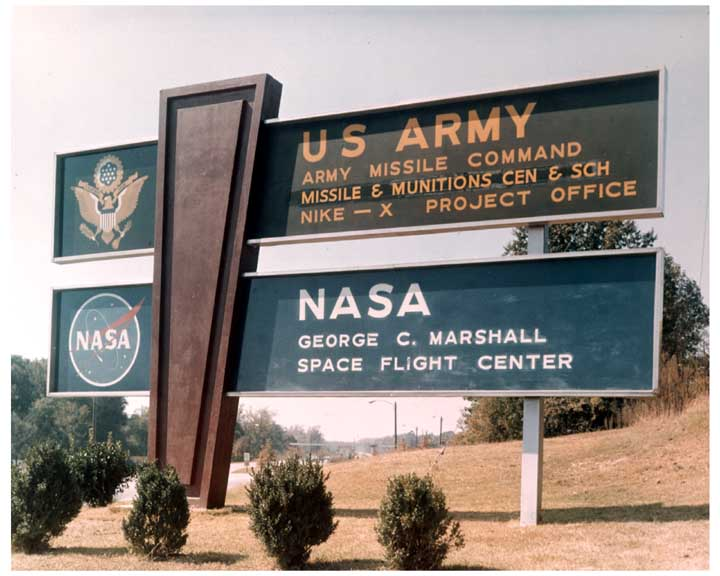
Marshall Space Flight Center - Redstone Arsenal.

George C. Marshall Space Flight Center (MSFC) ingår i NASA och ansvarar för utveckling av raketmotorer. Här utvecklas även moderna dator- och nätverksteknologier och datorprogram. Det ligger på Redstone Arsenal i närheten av Huntsville i Alabama.
Dwight D. Eisenhower invigde centret 8 september 1960 till generalen George C. Marshalls ära. Marshall hade nyligen avlidit. I centret verkade Wernher von Braun och hans team i Army Ballistic Missiles Agency (ABMA) med att utveckla raketer för den amerikanska militären och NASA.